# Международный аэропорт имени Джексона
Международный аэропорт имени Джексона, также известный как Аэропорт Порт-Морсби (англ. Jacksons International Airport, ИАТА: POM, ИКАО: AYPY) — крупнейший и наиболее загруженный коммерческий аэропорт Папуа — Новой Гвинеи, расположенный в восьми километрах от столицы страны города Порт-Морсби.
Аэропорт является портом приписки и главным транзитным узлом (хабом) национальной авиакомпании Папуа — Новой Гвинеи Air Niugini и хабом для другого новогвинейского авиаперевозчика Airlines PNG.

## История
Во время Второй мировой войны Аэропорт Порт-Морсби стал одной из основных военно-воздушных баз региона, использовавшихся союзническими силами в ходе новогвинейской кампании 1942—1945 годов. В 1942 году аэропорт получил официальное название Аэродром Джексон в честь австралийского лётчика-аса, командира 75-й эскадрильи Королевских военно-воздушных сил Австралии Джона Джексона, погибшего 28 апреля 1942 года в воздушной битве над Порт-Морсби с японскими военными силами.
После размещения военно-воздушных сил на Аэродроме Джексон территория базы была расширена, а её инфраструктура несколько модернизирована, в числе прочего были возведены ангары для стоянок самолётов и защиты их от вражеских налётов. В то время аэродром носил неофициальное название «Семимильный». Кроме того, между Аэродромом Джексон и соседним «Пятимильным» Аэродромом Уордс были построены несколько рулёжных дорожек, которые дали возможность самолётам перемещаться по земле между территориями двух баз.
Во время проведения военных действия Аэродром Джексон в первую очередь использовался как штаб-квартира нескольких оперативных групп, развёрнутых непосредственно в районах боевых действий.
После окончания Второй мировой войны в 1945 году командование Военно-воздушных сил Армии США начало постепенно сворачивать базирование на Аэродроме Джексон, однако в течение долгого времени аэродром использовался авиацией союзнических сил, поэтому наряду с гражданскими лайнерами можно было увидеть военные Boeing B-17 Flying Fortress, North American B-25 Mitchell, Lockheed P-38 Lightning, Republic P-47 Thunderbolt, A-20G и даже несколько единиц Curtiss P-40.

### Подразделения USAAF, базировавшиеся на аэродроме
| - 43-я бомбардировочная группа, (14 сентября 1942 — 10 декабря 1943) штаб-квартира, 63-я, 64-я, 65-я бомбардировочные эскадрильи - 90-я бомбардировочная группа, (10 февраля — декабрь 1943) штаб-квартира на Аэродроме Джексон, эскадрилья — на Аэродроме Уордс | - 345-я бомбардировочная группа, (5 июня 1943 — 18 января 1944) - 8-я истребительная группа, (16 мая — 23 декабря 1943) - 49-я истребительная группа, (9 октября 1942 — март 1943) - 108-я заправочная группа, (23 июня — 16 декабря 1943) |

## Деятельность
Флагманская авиакомпания Air Niugini обслуживает большинство регулярных направлений внутри страны из Международного аэропорта Джексон, используя парк турбовинтовых самолётов de Havilland Canada Dash 8 (в конфигурациях салонов на 36 и 50 пассажирских мест)) и парк реактивных лайнеров Fokker 100 (97 пассажирских мест). На международных линиях в Аэропорт Кэрнс (Австралия), Международный аэропорт Хониара (Соломоновы Острова) и Международный аэропорт Нанди (Фиджи) компания использует только реактивные самолёты Fokker-100. Из Международного аэропорта Джексон выполняются регулярные международные рейсы в Куала-Лумпур, Сингапур, Манилу, Токио, Гонконг, Сидней и Брисбен.
Ранее действовал регулярный маршрут авиакомпании Cathay Pacific из Гонконга в Аэропорт Окленд с промежуточной посадкой в Порт-Морсби, однако данное направление не выдержало конкуренции со стороны регионального перевозчика Continental Micronesia, действующего из Международного аэропорта Гуам.

## Пассажирские терминалы
Международный аэропорт Джексон работает в двух пассажирских терминалах: здание терминала внутренних авиалиний, которое используют авиакомпании Air Niugini и Airlines PNG, и здание терминала международных линий для остальных авиаперевозчиков. Международный терминал имеет четыре контактные стоянки для самолётов, две из которых оснащены телескопическими трапами. Здания обоих терминалов соединены между собой крытым переходом.

## Авиапроисшествия и несчастные случаи
- 11 августа 2009 года, рейс CG4684 Порт-Морсби — Кокода. При выполнении захода на второй круг в аэропорту Кокода в облачную погоду пилот самолёта de Havilland Canada DHC-6 Twin Otter допустил ошибку, в результате которой лайнер врезался в гору на высоте 1676 метров над уровнем моря. Погибло 13 человек[2].